# Filibert Benedetič
Filibert Benedetič est poète, dramaturge, essayiste et traducteur italien d'expression slovène.

## Biographie
Benedetič est né dans une famille ouvrière slovène d'italie. Les deux parents étaient de Brda. Il a fréquenté l'école primaire italienne à Trieste, le premier cycle du secondaire d'abord à Trieste, puis à Gorizia, où il a ensuite obtenu son diplôme d'enseignant. En 1954, il s'inscrit à l'université de Venise, où il étudia les langues étrangères et la littérature comparée. Il interrompit ses études et les termina en 1973 par un doctorat. De 1967 à 1978, il a été directeur du Théâtre slovène de Trieste, puis directeur des programmes slovènes de Radio Trieste A (it).

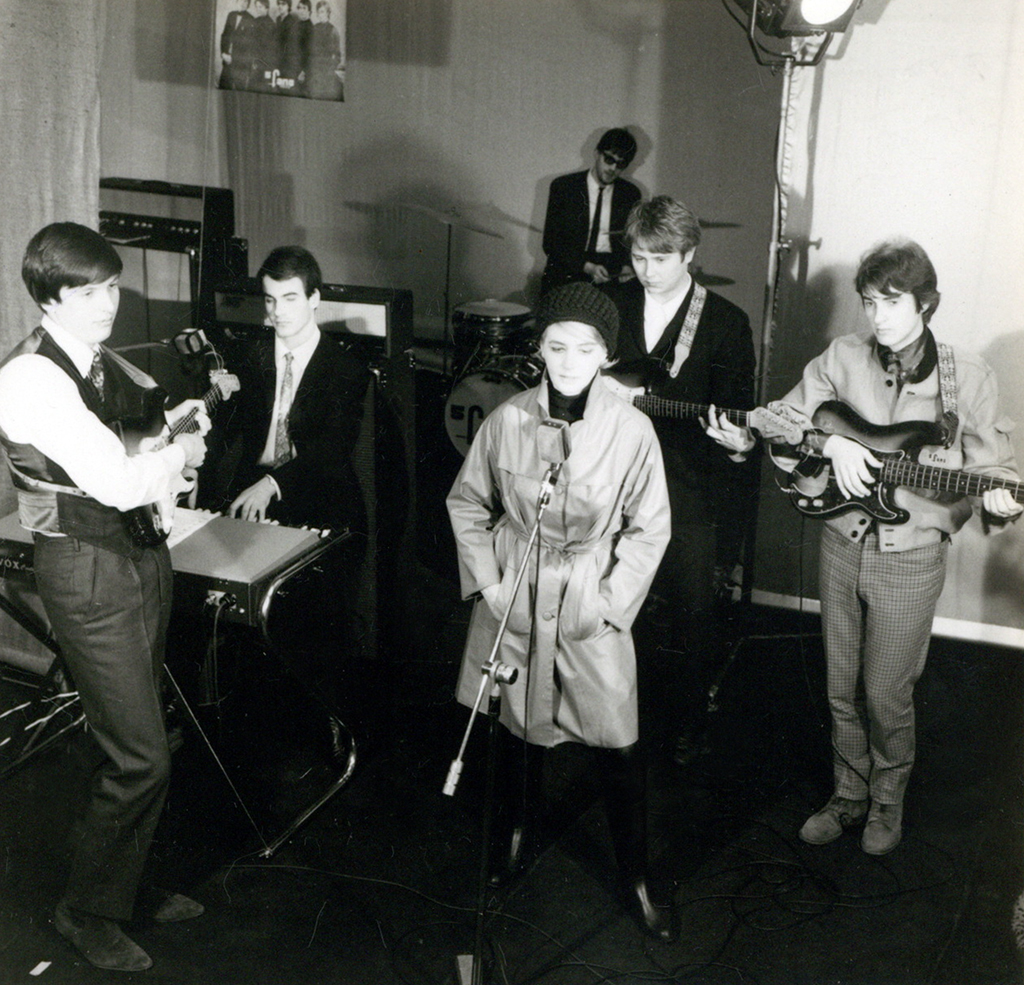
Représentation d'un pièce de Filibert Benedetič (Pas toujours comme les hirondelles) au théâtre permanent slovène de Trieste en 1967. Avec Mira Sardoč et Igor Dolenc, Oskar Volpi, Boris Sancin, Giorgio Ralza, Vili Volpi.